# Microtus canicaudus
Microtus canicaudus е вид бозайник от семейство Хомякови (Cricetidae).

## Разпространение
Видът е разпространен в САЩ (Вашингтон и Орегон).